# Kirillo-Belozerskijs kloster

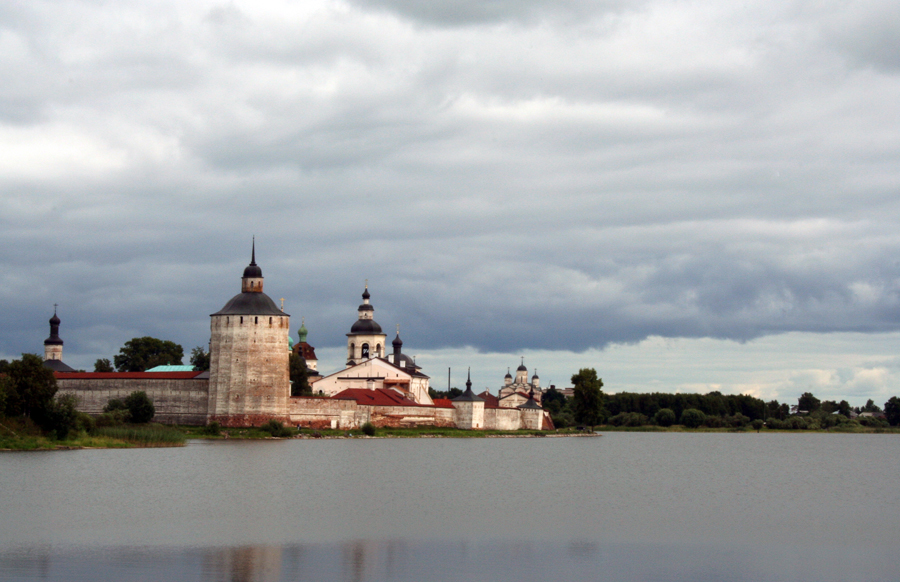
Kirillo-Belozerskijs kloster

Kirillo-Belozerskijs kloster (ryska Кирилло-Белозерский монастырь) är ett kloster i Vologda oblast i Ryssland. Klostret grundades 1397.
1924 omvandlades klosterbyggnaden till ett museum. I slutet av 1990-talet blev det ånyo kloster då några munkar bosatte sig där.